# Eishockey-Europameisterschaft der U19-Junioren 1975
Die 8. Eishockey-Europameisterschaft der U19-Junioren fand vom 21. bis zum 30. März 1975 in  Gap und Grenoble in Frankreich statt. Die Spiele der B-Gruppe wurden vom 15. bis 22. März 1975 in Herisau in der Schweiz ausgetragen.

## A-Gruppe
| Spiele              | URS  | TCH | SWE  | FIN | POL  | BRD  | Tore  | Pkt. |
| ------------------- | ---- | --- | ---- | --- | ---- | ---- | ----- | ---- |
| 1. UdSSR            |      | 3:4 | 8:0  | 4:1 | 10:2 | 7:1  | 32:08 | 8:2  |
| 2. Tschechoslowakei | 4:3  |     | 3:4  | 3:1 | 7:1  | 8:4  | 25:13 | 8:2  |
| 3. Schweden         | 0:8  | 4:3 |      | 6:1 | 11:2 | 15:3 | 36:17 | 8:2  |
| 4. Finnland         | 1:4  | 1:3 | 1:6  |     | 4:3  | 3:3  | 10:19 | 3:7  |
| 5. Polen            | 2:10 | 1:7 | 2:11 | 3:4 |      | 6:2  | 14:34 | 2:8  |
| 6. BR Deutschland   | 1:7  | 4:8 | 3:15 | 3:3 | 2:6  |      | 13:39 | 1:9  |

### Europameistermannschaft: UdSSR
| U19-Europameister UdSSR | Sergei Babariko, Juri Schundrow – Wjatscheslaw Fetissow, Wassili Paiussow, Gennadi Ikonnikow, Wassili Perwuchin, Wladimir Wjasow – Dmitri Fedin, Nikolai Drosdezki, Wiktor Schukow, Sergei Lantratow, Alexander Kabanow, Sergei Alexejew, Alexei Kalinin, Anatoli Stepanow, Waleri Bragin, Sergei Abramow, Wiktor Oskin Trainerstab: Juri Morosow, Igor Tusik |

### Auszeichnungen
| Auszeichnung       | Spieler         | Team             |
| ------------------ | --------------- | ---------------- |
| Topscorer          | Kent Nilsson    | Schweden         |
| Bester Torhüter    | Sergei Babariko | UdSSR            |
| Bester Verteidiger | Björn Johansson | Schweden         |
| Bester Stürmer     | Karel Holý      | Tschechoslowakei |

## B-Gruppe

### Vorrunde
Gruppe 1
| Spiele         | Schweiz | Jugoslawien Sozialistische Föderative Republik | Danemark | Osterreich | Tore  | Pkt. |
| -------------- | ------- | ---------------------------------------------- | -------- | ---------- | ----- | ---- |
| 1. Schweiz     |         | 16:3                                           | 13:1     | 9:1        | 38:05 | 6:0  |
| 2. Jugoslawien | 3:16    |                                                | 7:0      | 4:4        | 14:20 | 3:3  |
| 3. Dänemark    | 1:13    | 0:7                                            |          | 10:1       | 11:21 | 2:4  |
| 4. Österreich  | 1:9     | 4:4                                            | 1:10     |            | 06:23 | 1:5  |

Gruppe 2
| Spiele        | Bulgarien 1971 | Rumänien 1965 | Norwegen | Frankreich | Tore  | Pkt. |
| ------------- | -------------- | ------------- | -------- | ---------- | ----- | ---- |
| 1. Bulgarien  |                | 5:5           | 5:1      | 10:3       | 20:09 | 5:1  |
| 2. Rumänien   | 5:5            |               | 4:4      | 5:5        | 14:14 | 3:3  |
| 3. Norwegen   | 1:5            | 4:4           |          | 4:3        | 09:12 | 3:3  |
| 4. Frankreich | 3:10           | 5:5           | 3:4      |            | 11:19 | 1:5  |

### Platzierungsspiele
| Spiel um Platz 7 | Österreich  | 7:4 (2:1, 2:0, 3:3) | Frankreich |  |
| Spiel um Platz 5 | Norwegen    | 3:1 (2:1, 0:0, 1:0) | Dänemark   |  |
| Spiel um Platz 3 | Jugoslawien | 4:3 (0:1, 3:1, 1:1) | Rumänien   |  |
| Finale           | Schweiz     | 7:6 (4:0, 2:4, 1:2) | Bulgarien  |  |

### Auszeichnungen
| Auszeichnung | Spieler      | Team    |
| ------------ | ------------ | ------- |
| Top-Scorer   | Urs Bärtschi | Schweiz |